# Wołżski
Wołżski (ros. Волжский) – miasto w Rosji (obwód wołgogradzki), nad Wołgą; 315 tys. mieszk. (2024). W mieście rozwinął się przemysł rafineryjny, chemiczny, maszynowy, metalowy, materiałów budowlanych oraz spożywczy. Port rzeczny; muzeum. Miasto powstało w 1951 r. w związku z budową Wołgogradzkiej (Wołżańskiej) Elektrowni Wodnej; prawa miejskie od 1954 r.